# Presidential Range

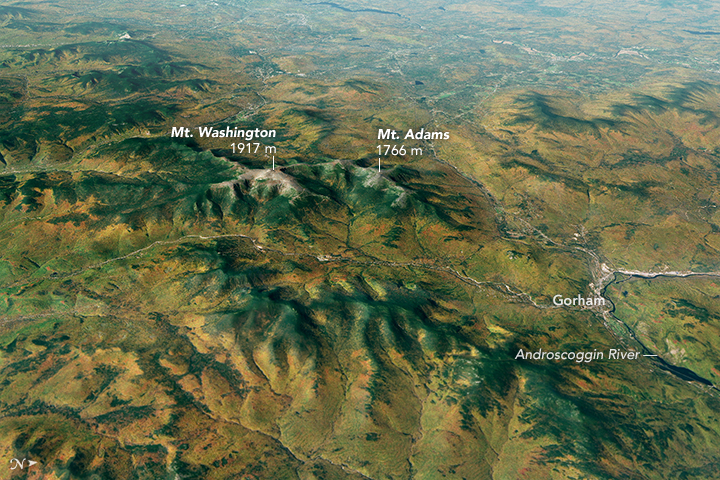
Imagem de satélite da Cordilheira Presidencial e cercanias em um dia de céu claro no ano de 2014

A  Cordilheira Presidencial  ou Presidential Range é uma cadeia de montanhas localizada nas  Montanhas Brancas no estado norte-americano de  New Hampshire. 
Contendo as maiores montanhas da região da Nova Inglaterra, esse trecho dos Apalaches possui picos cujos nomes fazem homenagem a alguns dos mais emblemáticos presidentes dos Estados Unidos da América.

## Turismo e Montanhismo
A proximidade com a cidade de Boston aliada à amplitude da beleza cênica desta área atrai inúmeros turistas para a região. 
O pico mais visitado é o Monte Washington, o qual pode ser acessado via trekking ou a partir de um trem turístico. Durante os meses mais quentes é possível chegar ao pico por meio automóveis, dirigindo por uma estrada sinuosa. Contudo, a rodovia é fechada no início de novembro, reabrindo apenas no verão, quando o derretimento da neve permite que os veículos se desloquem de forma mais segura.
As condições climáticas severas, envolvendo frequentes ventos de grande intensidade fazem com que montanhistas procurem essa cordilheira para se prepararem para escaladas de montanhas de maior dificuldade, tais como os montes Aconcágua, K2 ou Everest.

## Clima
O tempo na Cordilheira Presidencial é bastante instável e imprevisível, sujeito à mudanças abruptas com quedas acentuadas de temperatura. 
Nevoeiros também ocorrem com bastante frequência e os ventos sopram constantemente a velocidades superiores a 100 km/h. No outono e inverno a queda de neve é bastante frequente, havendo significativo acúmulo de gelo nas encostas das montanhas e em seus picos.
No topo do Monte Washington existe uma estação meteorológica na qual, foi registrado a ventania mais intensa já ocorrida junto a superfície em todo planeta: em 12 de abril de 1934 o anemômetro instalado nesta estação registrou ventos com a velocidade de 372 km/h. 

## Principais Picos

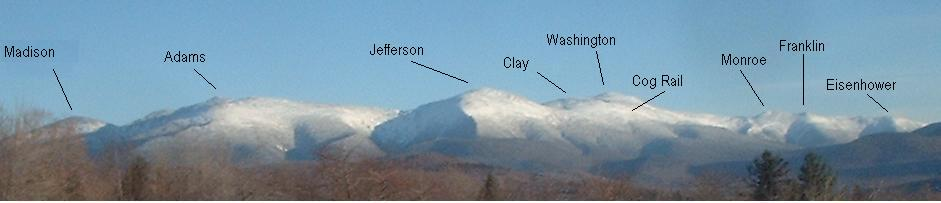
Cordilheira Presidencial no inverno com os picos demarcados

As montanhas mais elevadas da Cordilheira Presidencial recebem o nome de ex-presidentes dos EUA, sendo que o pico mais alto é denominado Monte Washington, por este ter sido o primeiro presidente do país. A segunda montanha mais alta é denominada Monte Addams, por este ter sido o segundo presidente e assim por diante. Entretanto, devido a um erro de levantamento topográfico  o Monte Monroe corresponde a uma montanha mais alta que o  Monte Madison, deixando a ordem dos presidentes incorreta neste ponto.
Dentre os principais picos desta cadeia montanhosa, temos:
- Monte Webster — em homenagem a Daniel Webster
- Monte Jackson — em homenagem a Charles Thomas Jackson (geólogo do século 19)
- Monte Pierce — em homenagem a Franklin Pierce
- Monte Eisenhower — em homenagem a Dwight D. Eisenhower
- Monte Franklin — em homenagem a Benjamin Franklin
- Monte Monroe — em homenagem a James Monroe
- Monte Washington — em homenagem a George Washington
- Monte Clay — em homenagem a Henry Clay
- Monte Jefferson — em homenagem a Thomas Jefferson
- Monte Sam Adams — em homenagem a Samuel Adams
- Monte Adams — em homenagem a John Adams
- Monte Quincy Adams — em homenagem a John Quincy Adams
- Monte Madison — em homenagem a James Madison